# Greenwood (Columbia Británica)

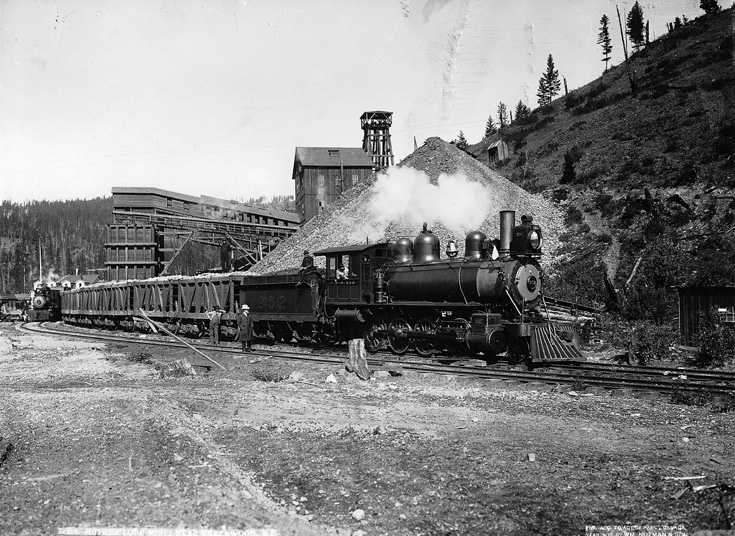
Trains at the Mother Lode Mine near Greenwood, 1903

Greenwood (población de 708 en el 2011) es una ciudad ubicada en el centro sur de Columbia Británica en el distrito regional de Kootenay Boundary.
Fue reconocida como ciudad en 1897 y fue originalmente una de las ciudades principales de Boundary Country. El distrito se dedica a la fundición y a la minería.  A pesar de que su población ha disminuido por el cierre de las industrias de la zona, Greenwood ha mantenido su status como ciudad.  "La Ciudad más pequeña de Canadá" está ubicada a lo largo de la autopista tres cerca de Rock Creek y Grand Forks.
La única escuela de la ciudad es Greenwood Elementary School, la cual cubre los grados escolares del 4 al 7. Los estudiantes asisten a la Escuela Primaria Midway para los grados de K-3.  Después del grado 7, los estudiantes asisten a  Boundary Central Secondary School cerca de Midway.
En 1942, más de  1200 canadienses de origen japonés fueron enviados a Greenwood como parte del Japanese Canadian internment.

## Televisión
Greenwood apareció en las históricas series de televisión Gold Trails and Ghost Towns, Temporada 2, Episodio 1.
La ciudad también fue uno de los lugares de grabación para la película.Snow Falling on Cedars.

## Minas perdidas
Cerca de Greenwood está el lugar de Jolly Jack's Lost Mine.  El historiador local Bill Barlee escribió sobre la mina perdida de Jolly Jack.  El lugar de la mina nunca fue encontrado. El museo local de Greenwood ha escrito récords de Jolly Jack.
La mina perdida de Henry Morgan está localizada en alguna parte alrededor de Greenwood. Se cree que la mina se encuentra en la parte alta de Boundary Creek, aunque nunca ha sido encontrada. El historiador local Garnet Bosque ha escrito sobre la mina perdida de Morgan.

## Años Primeros
En 1886 varias concesiones mineras se habían estado acumulando en un estrecho barranco a diez millas al norte de la desembocadura del Boundary Creek. El mineral tenía alto contenido en cobre. Diez años después, más concesiones se habían realizado en esa área. En 1895, un comerciante llamado Robert Wood fundó un almacén de leño y lo nombró la región Greenwood. Hacia 1896 en el lugar había tres hoteles, una tienda de conveniencia, una caballeriza, dos casas de empeño, un corredor minero, una ópera, y una docena de otros establecimientos. Greenwood se convirtió en ciudad en 1897. La población aumento a 3,000 en 1899 y el ferrocarril, llamado la Columbia and Western Railway, fue alcanzado por Greenwood desde el este. En 1899 Greenwood sufrió un incendio el cual dañó algunos negocios. La compañía de fundición BC Copper comenzó sus operaciones en 1901, suministrando mineral desde la mina Mother Mine y otras minas de la zona para los campamentos de los alrededores como Providence, Copper, Deadwood, Wellington, Central, Skylark y otras. La ciudad se convirtió en la sede del gobierno de la Frontera que contaba con cien empresas en el distrito financiero. Greenwood tenía un periódico llamado "Times" y en 1906 creó otro periódico llamado "Greenwood Ledge". En 1910 el boom había pasado y la población de Greenwood se redujo a 1500. Al finalizar la Primera Guerra Mundial, la demanda de cobre disminuyó, y en 1918 el mercado de cobre murió y la fundición de dicho mineral en Greenwood estaba inactiva. Al siguiente año cerró definitivamente, lo que llevó a cerrar las fundidoras en los alrededores de Greenwood. La ciudad estaba en decadencia después de este periodo.